# غلوريا غراهام
غلوريا غراهام (بالإنجليزية: Gloria Grahame)‏ (و. 1923 – 1981 م) هي ممثلة، ومغنية، وممثلة تعبيرية، وممثلة مسرحية، وممثلة تلفزيونية، من الولايات المتحدة الأمريكية، ولدت في لوس أنجلوس، توفيت في مدينة نيويورك، عن عمر يناهز 58 عاماً، بسبب سرطان، وسرطان الثدي.

## جوائز وترشيحات
حصلت على جوائز منها:
- جائزة الأوسكار لأفضل ممثلة مساعدة، عن عمل: السيء والجميلة.

ترشحت لـ:
- جائزة الأوسكار لأفضل ممثلة مساعدة، عن عمل: تبادل إطلاق النار (1947)
- جائزة الأوسكار لأفضل ممثلة مساعدة، عن عمل: السيء والجميلة.

## وصلات خارجية
- غلوريا غراهام على موقع IMDb (الإنجليزية)
- غلوريا غراهام على موقع الموسوعة البريطانية (الإنجليزية)
- غلوريا غراهام على موقع ألو سيني (الفرنسية)
- غلوريا غراهام على موقع ميوزك برينز (الإنجليزية)
- غلوريا غراهام على موقع تيرنر كلاسيك موفيز (الإنجليزية)
- غلوريا غراهام على موقع أول موفي (الإنجليزية)
- غلوريا غراهام على موقع قاعدة بيانات برودواي على الإنترنت (الإنجليزية)
- غلوريا غراهام على موقع قاعدة بيانات برودواي على الإنترنت (الإنجليزية)
- غلوريا غراهام على موقع قاعدة بيانات الأفلام السويدية (السويدية)
- غلوريا غراهام على موقع إن إن دي بي (الإنجليزية)